# Froideville (Frankrijk)
Froideville is een plaats en voormalige gemeente in het Franse departement Jura in de regio Bourgogne-Franche-Comté en telt 76 inwoners (2009). De plaats maakt deel uit van het arrondissement Lons-le-Saunier.

## Geschiedenis
Op 1 april 2016 is de plaats gefuseerd met Vincent tot de huidige gemeente Vincent-Froideville.

## Geografie
De oppervlakte van Froideville bedraagt 3,0 km², de bevolkingsdichtheid is dus 25,3 inwoners per km².
De onderstaande kaart toont de ligging van Froideville (Frankrijk) met de belangrijkste infrastructuur en aangrenzende gemeenten.

## Demografie
Onderstaande figuur toont het verloop van het inwonertal.